# Pere Surrà i Rull
Pere Surrà i Rull (Barcelona, 21 de maig de 1794 - Madrid, 15 de març de 1850) va ser un polític, militar i economista espanyol, que va arribar a ser ministre d'Hisenda durant el regnat d'Isabel II.

## Biografia
Va arribar a comandant dins de la Milícia Nacional i va combatre com a soldat en la Guerra del francès per passar més tard a representant comercial a Madrid d'una empresa familiar, arribant a ser un persona molt coneguda a la capital d'Espanya. Amb el Trienni Liberal va ser un dels alcaldes que va escollir assembleàriament Madrid. Al juny de 1822 va ser escollit diputat a les Corts per Catalunya on va defensar una política econòmica de sanejament de les finances públiques basada en el refinançament del conjunt del deute públic dispers, l'emissió de bons patriòtics amb càrrec a les contribucions i els premis de loteries i la creació d'un banc central, si bé el projecte no va tirar endavant. Finalitzat el Trienni i restaurat l'absolutisme, va haver de marxar a l'exili al Regne Unit.
Va tornar a Espanya amb la mort de Ferran VII d'Espanya i va ocupar la Comissió d'Aranzels i Duanes el 1839, durant la regència de Maria Cristina en la minoria d'edat d'Isabel II. El 1840 va ser nomenat Director General de Rendes amb Baldomero Espartero de regent, diputat al Congrés el 1841 per Girona, accedint a ministre d'Hisenda el 1841 fins a 1842. Donada la precària situació econòmica del país i de les arques públiques, tractà de renegociar el deute amb les entitats financeres britàniques, la qual cosa va aconseguir en part, va reduir considerablement les despeses de l'exèrcit, que van passar d'1.700 milions de rals a 1.100 milions, va impulsar una reforma tributària, que va incloure una revisió a fons del sistema de contribucions, però que no va ser avalada per les Corts a causa del seu caràcter progressista, massa avançat per a l'època però que va servir de base per a la reforma posterior d'Alejandro Mon y Menéndez el 1845. Va ser l'autor del projecte de llei de desamortització de béns del clergat, que l'anterior ministre, Agustín Fernández Gamboa va tractar de portar a bon port sense èxit, i que es va aprovar en el que es va conèixer després com «Llei d'Espartero».